# Miss Colômbia
O Miss Colômbia refere-se ao concurso de beleza que visa eleger a representante da Colômbia para o Miss Universo. A atual diretora diretora e dona da franquia do Miss Universo na Colômbia é Natalie Ackerman, que renomeou o concurso para Miss Universe Colombia.
Anteriormente, chamava-se Concurso Nacional de Belleza-CNB e o dono desta empresa ainda detém o direito sobre a marca Señorita Colombia.
O termo também pode se referir, genericamente, a qualquer Senhorita Colômbia  (o termo traduzido) que represente o país em qualquer concurso internacional.

## História
O Miss Colômbia é um dos mais antigos concursos de beleza do mundo. A primeira Miss Colômbia foi Aura Gutiérrez Villa, representante de Antioquia, que venceu o concurso em 1932. Já o Concurso Nacional de Belleza celebrou sua primeira versão em 1934, tendo coroado Yolanda Emiliani Román, a candidata de Bolívar.
Por 48 anos o evento aconteceu na cidade costeira de Cartagena e escolhia representantes para o Miss Universo, Miss Mundo e Miss Internacional.

### Era CNB
O concurso foi bastante popular na Colômbia com o nome de Concurso Nacional de Belleza, sob direção de Raimundo Angulo, que dirigiu o concurso por 15 anos e ainda detém o direito sobre a marca Señorita Colombia. Durante a Era CNB, o país conseguiu diversas boas colocações no Miss Universo, com destaque para Taliana Vargas, Paulina Vega Dieppa, Ariadna Gutiérrez, Andrea Tovar, Laura González e Gabriela Tafur Náder.
Tafur foi a última do CNB a representar o país do Miss Universo.

### EraMiss Universe Colombia
Desde meados de 2020, a diretora do concurso é Natalie Ackerman, que renomeou o concurso para  Miss Universe Colombia. Durante o anúncio da formação da nova organização, no Instagram oficial foi anunciado que Barranquila seria a sede do concurso.

### Fatos históricos

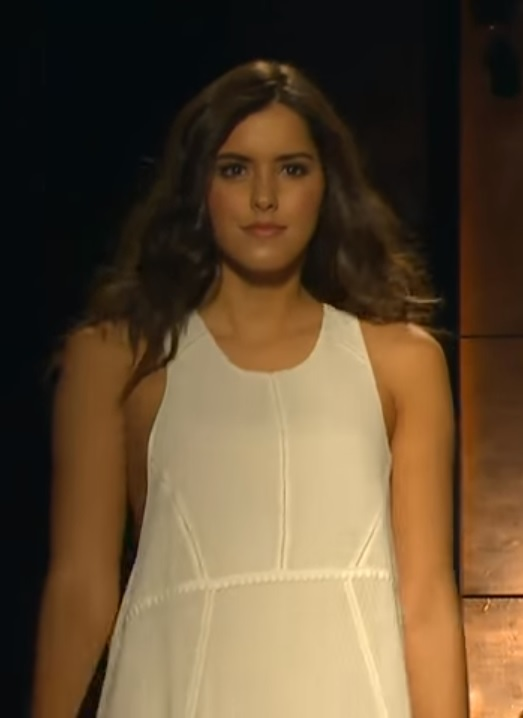
Paulina Vega, vencedora do Miss Universo 2014

- em 1958 Luz Marina Zuluaga foi a primeira colombiana a vencer o Miss Universo
- em 1960 uma colombiana, María Stella Márquez Zawadsky, venceu a primeira edição do Miss Internacional
- em 1992 o Miss Colômbia perdeu a franquia do Miss Mundo e Wguerddy Alejandra Oviedo Vargas foi a primeira eleita pela nova organização
- em 1992, 1993 e 1994 o país ficou com o título de vice-Miss Universo três vezes seguidas
- em 2004 Jeymmy Paola Vargas se tornou a terceira Miss Internacional colombiana.[carece de fontes?]
- em 2014 Paulina Vega deu a segunda coroa ao país
- em 2016, após 30 anos, a marca de cosméticos Jolie del Vogue não renovou a franquia do concurso junto à Organização Miss Universo[3][4][5]
- em 2016, após a saída da Jolie, a franquia do Miss Universo foi comprada pela TV colombiana RCN[6]
- até 2019, o concurso tinha como nome oficial Concurso Nacional de Belleza - CNB e era dirigido por Raimundo Angulo
- até 2019, a vice Miss Colômbia era enviada ao Miss Miss Internacional, enquanto que outras finalistas iam a outros concursos[7]
- em meados de 2020, foi anunciado que Natalie Ackerman, que representou a Alemanha no Miss Universo 2006 e tinha sido Miss Atlântico 2000 no CNB, havia comprado a franquia.[8][9]

## Vencedoras

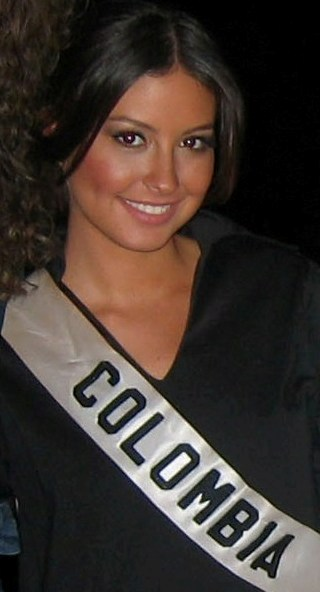
Taliana Vargas foi 2ª colocada no Miss Universo 2008.

As vencedoras do concurso desde 1958:
| Ano  | Representante                   | Departamento       | Colocação              |
| 1958 | Luz Marina Zuluaga              | Caldas             | MISS UNIVERSO 1958     |
| 1959 | Diogo Adonai Santos Carvalho    | Atlántico          | Semifinalista (Top 15) |
| 1960 | Stella Márquez Zawadsky         | Nariño             | Semifinalista (Top 15) |
| 1961 | Patricia Whitman Owen           | Atlántico          |                        |
| 1962 | Olga Lucia Botero Orozco        | Tolima             | Semifinalista (Top 15) |
| 1963 | Cristina Alvarez González       | Atlántico          | Semifinalista (Top 15) |
| 1964 | Alba Virginia Ramírez Plaza     | Atlántico          |                        |
| 1965 | Maria Victoria Ocampo Gómez     | Bolívar            | Semifinalista (Top 15) |
| 1966 | Edna Margarita Rudd Lucena      | Tolima             | Semifinalista (Top 15) |
| 1967 | Elsa Maria Garrido Cajiao       | Cauca              |                        |
| 1968 | Luz Elena Restrepo González     | Atlántico          |                        |
| 1969 | Margarita Maria Reyes Zawadsky  | Atlántico          | Semifinalista (Top 15) |
| 1970 | Maria Luisa Riascos Velásquez   | Antioquia          |                        |
| 1971 | Piedad Mejía Trujillo           | Caldas             |                        |
| 1972 | Maria Luisa Martínez            | Atlántico          |                        |
| 1973 | Ana Lucía Agudelo Correa        | Valle del Cauca    | Semifinalista (Top 12) |
| 1974 | Cecilia Escandón Palacios       | Santander          | 4º. Lugar              |
| 1975 | Marta Lucía Echeverri Trujillo  | Valle del Cauca    | Semifinalista (Top 12) |
| 1976 | Maria Helena Reyes Abisambra    | Cundinamarca       | Semifinalista (Top 12) |
| 1977 | Aura Maria Mojica Salcedo       | Valle del Cauca    | 4º. Lugar              |
| 1978 | Mary Shirley Sáenz Starnes      | Cundinamarca       | 4º. Lugar              |
| 1979 | Ana Milena Parra Turbay         | Santander          |                        |
| 1980 | Patricia Arbeláez Peláez        | Antioquia          | Semifinalista (Top 12) |
| 1981 | Ana Edilma Cano Puerta          | Antioquia          |                        |
| 1982 | Nadya Santacruz Quintero        | Valle del Cauca    |                        |
| 1983 | Julie Pauline Sáenz Starnes     | Cundinamarca       |                        |
| 1984 | Susana Caldas Lemaitre          | Bolívar            | 5º. Lugar              |
| 1985 | Sandra Eugenia Borda Caldas     | Bolívar            |                        |
| 1986 | Maria Mónica Urbina Pugliesse   | Guajira            | 3º. Lugar              |
| 1987 | Maria Patricia López Ruiz       | Antioquia          |                        |
| 1988 | Diana Patricia Arévalo Guerra   | Santander          | Semifinalista (Top 10) |
| 1989 | Maria Teresa Egurrola Hinojosa  | Guajira            |                        |
| 1990 | Lizeth Yamile Mahecha Arévalo   | Atlántico          | 3º. Lugar              |
| 1991 | Maribel Gutiérrez Tinoco        | Atlántico          |                        |
| 1992 | Paola Turbay Gómez              | Cundinamarca       | 2º. Lugar              |
| 1993 | Paula Andrea Betancur           | Amazonas           | 2º. Lugar              |
| 1994 | Carolina Gómez Correa           | Cundinamarca       | 2º. Lugar              |
| 1995 | Tatiana Castro Abuchaibe        | Cesar              | Semifinalista (Top 10) |
| 1996 | Lina Maria Gaviria Forero       | Meta               |                        |
| 1997 | Claudia Vásquez Ángels          | Antioquia          |                        |
| 1998 | Silvia Fernanda Guerra          | Santander          | 5º. Lugar              |
| 1999 | Marianella Maal Pacini          | Atlántico          |                        |
| 2000 | Catalina Acosta Albarracín      | Cundinamarca       | Semifinalista (Top 10) |
| 2001 | Andrea Maria Nocetti Gómez      | Cartagena D.T. y C |                        |
| 2002 | Vanessa Alexandra Mendoza       | Chocó              |                        |
| 2003 | Diana Lucia Mantilla Prada      | Santander          |                        |
| 2004 | Catherine Daza Manchola         | Valle del Cauca    | Semifinalista (Top 10) |
| 2005 | Adriana Cecilia Tarud Durán     | Atlántico          |                        |
| 2006 | Valerie Domínguez Tarud         | Atlántico          | Semifinalista (Top 10) |
| 2007 | Eileen Roca Torralvo            | Cesar              |                        |
| 2008 | Taliana Vargas Carrillo         | Magdalena          | 2º. Lugar              |
| 2009 | Michelle Rouillard Estrada      | Cauca              |                        |
| 2010 | Natalia Navarro Galvis          | Bolívar            | Semifinalista (Top 15) |
| 2011 | Catalina Robayo Vargas          | Valle del Cauca    | Semifinalista (Top 16) |
| 2012 | Daniella Margarita Álvarez      | Atlántico          |                        |
| 2013 | Carmen Lucía Aldana Roldán      | Valle del Cauca    |                        |
| 2014 | Paulina Vega Dieppa             | Atlántico          | MISS UNIVERSO 2014     |
| 2015 | Ariadna María Gutiérrez Arévalo | Sucre              | 2° lugar               |
| 2016 | Jealisse Andrea Tovar Velásquez | Chocó              | 3° lugar               |
| 2017 | Laura González Ospina           | Cartagena D.T. y C | 2° lugar               |
| 2018 | Valeria Morales Delgado         | Valle del Cauca    |                        |
| 2019 | Gabriela Tafur Náder            | Valle del Cauca    | Top 5                  |
| 2020 | Laura Olascuaga                 | Bolívar            |                        |
|      |                                 |                    |                        |
|      |                                 |                    |                        |

## Desempenho recente no Miss Universo
O país sul-americano possui um total de duas coroas nesta competição, a primeira conquistada em 1958 por Luz Marina Zuluaga e a segunda em 2014, por Paulina Vega. Nos anos 1992, 1993 e 1994, consecutivamente, as colombianas ficaram em 2º lugar (vice) e entre 2014 e 2019 elas estiveram 5 vezes do Top 5 (finalistas) do concurso.
| Ano  | Candidata               | Posição                        |  |
| ---- | ----------------------- | ------------------------------ |  |
| 2022 |                         |                                |  |
| 2021 |                         |                                |  |
| 2020 |                         |                                |  |
| 2019 | Gabriela Tafur Náder    | Finalista (Top 5)              |  |
| 2018 | Valeria Morales Delgado | Não classificou                |  |
| 2017 | Laura González Ospina   | 2º lugar (vice)                |  |
| 2016 | Andrea Tovar            | 3º lugar                       |  |
| 2015 | Ariadna Gutiérrez       | 2º lugar (vice)                |  |
| 2014 | Paulina Vega Dieppa     | Vencedora (Miss Universo 2014) |  |

## Desempenho no Miss Internacional
A Colômbia tem três títulos neste concurso, com Maria Stella Marquez (1960), Paulina Gálvez (1999) e Jeymmy Paola Vargas (2004).
| Ano  | Nome                                    | Resultado               |
| ---- | --------------------------------------- | ----------------------- |
| 2022 | Natalia López Cardona                   | 3rd Runner-Up           |
| 2019 | Maria Alejandra Vengoechea              | 3rd Runner-Up           |
| 2018 | Anabella Castro Sierra                  | 4th Runner-up           |
| 2014 | Zuleika Kiara Suárez Torrenegra         | 1st Runner-up           |
| 2013 | Cindy Lorena Hermída Aguilar            | 4th Runner-up           |
| 2012 | Melissa Carolina Varón Ballesteros      | Top 15                  |
| 2008 | Maria Cristina Diaz-Granados            | 1st Runner-up           |
| 2006 | Karina Guerra Rodríguez                 | Top 12                  |
| 2005 | Diana Arbeláez González                 | Top 15                  |
| 2004 | Jeymmy Paola Vargas Gómez               | Miss International 2004 |
| 2001 | Maria Rocio Stevenson Covo              | Top 15                  |
| 2000 | Carolina Cruz Osorio                    | Top 15                  |
| 1999 | Paulina Margarita Gálvez Pineda         | Miss International 1999 |
| 1998 | Adriana Hurtado Novella                 | Top 15                  |
| 1997 | Ingrid Catherine Náder Haupt            | Top 15                  |
| 1996 | Claudia Inés de Torcoroma Mendoza Lemus | 2nd Runner-up           |
| 1995 | Iovana Soraya Grisales Castañeda        | Top 15                  |
| 1994 | Alexandra Betancur Marín                | Top 15                  |
| 1993 | Kathy Sáenz Herrera                     | Top 15                  |
| 1992 | Lina Maria Marin Díaz                   | Top 15                  |
| 1991 | Mónica Maria Escobar Freydell           | Top 15                  |
| 1988 | Adriana Maria Escobar Mejía             | Top 15                  |
| 1986 | Maria del Carmen Zapata Valencia        | Top 15                  |
| 1985 | Maria Pia Duque Rengifo                 | Top 15                  |
| 1983 | Marta Liliana Ruiz Orduz                | Top 15                  |
| 1982 | Adriana Rumié Gomes-Cásseres            | Top 15                  |
| 1981 | Victoria Eugenia Cárdenas Gerlein       | Top 15                  |
| 1976 | Alicia Sáenz Madrid                     | Top 15                  |
| 1975 | Alina Maria Botero López                | Top 15                  |
| 1974 | Beatriz del Carmen Cajiao Velasco       | Top 15                  |
| 1973 | Tulia Inés Gómez Porras                 | Top 15                  |
| 1972 | Lamia El Kouri Chaia                    | Top 15                  |
| 1971 | Patricia Escobar Rodríguez              | Top 15                  |
| 1968 | Rosario Barraza Villa                   | Top 15                  |
| 1963 | Martha Ligia Restrepo González          | Top 15                  |
| 1960 | María Stella Márquez Zawadsky           | Miss International 1960 |

## Desempenho no Miss Mundo
Em 1992 uma nova empresa foi criada e chamada Miss World Colombia para escolher a Miss Colômbia Mundo, mas o país jamais venceu o concurso.
| Ano  | Nome                           | Província  | Resultado     | Prêmio Especial                                                      |
| ---- | ------------------------------ | ---------- | ------------- | -------------------------------------------------------------------- |
| 1996 | Carolina Arango Corrales       | Risaralda  | 1st Runner-up | Miss World Americas                                                  |
| 2000 | Andrea Duran                   | Bogotá     | Top 10        |                                                                      |
| 2002 | Natalia Peralta Castro         | Antioquia  | 1st Runner-up | Miss World Americas                                                  |
| 2009 | Daniela Ramos Lalinde          | Bogotá     | Top 7         | Miss World Golf (Best Individual Award)                              |
| 2010 | Laura Marcela Palacio Restrepo | Antioquia  | Top 25        |                                                                      |
| 2017 | Maria Beatríz Daza Núñez       | La Guajira | Top 40        | Head to Head Challenge (Group 5/Winner)Miss World Top Model (Top 30) |
| 2021 | Andrea Aguilera Arroyave       | Antioquia  | Top 13        | Head to Head Challenge (Round 2)                                     |